# Nupserha perforata
Nupserha perforata là một loài bọ cánh cứng trong họ Cerambycidae.